# Вероника телефиелистная
Веро́ника телефиели́стная (лат. Veronica telephiifolia) — многолетнее травянистое растение, вид рода Вероника (Veronica) семейства Подорожниковые (Plantaginaceae).

## Распространение и экология
Кавказ: Большой Кавказ (от истоков реки Белой до Самура), Малый Кавказ (хребет Муровдаг); Азия: Турция (Арарат). Описан с Арарата.
Произрастает на мелкощебнистых и увлажнённых склонах альпийского пояса; на высоте 2700—3500 м над уровнем моря.

## Ботаническое описание

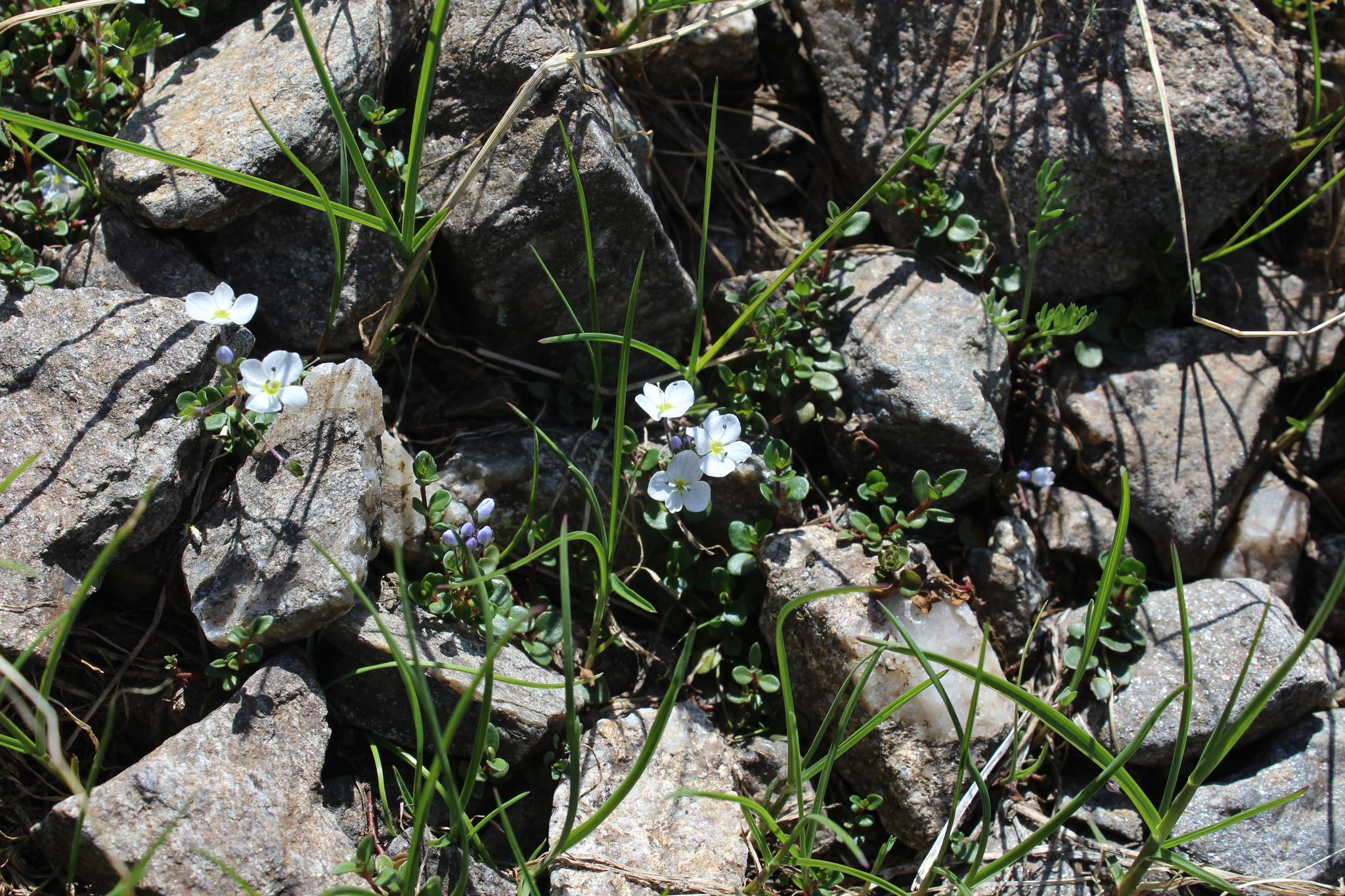

Стебли тонкие, высотой 3—20 см, распростёртые, ветвящиеся от основания, кончаются листоносными побегами.
Листья почти черепичато расположенные, обратнояйцевидные до продолговатых, длиной 3—10 мм, мясистые, голые или рассеянно волосистые, толстоватые, на коротких черешках, с 2—5 тупыми зубцами, реже цельнокрайные, острые, с клиновидным основанием.
Кисти короткие, яйцевидные, рыхлые, пазушные, одиночные, иногда супротивные, на длинных опушенных цветоносах; цветоножки железисто-опушенные, нитевидные, в 2—3 раза длиннее чашечки и яйцевидно-продолговатых прицветников. Чашечка с четырьмя обратнояйцевидными до ланцетных тупыми долями, почти равна по длине коробочке или короче её; венчик голубой, превышает чашечку.
Коробочка длиной 3 мм, шириной 5—6 мм, сплюснутая, двулопастная, с округлым основанием, голая, более менее глубоко выемчатая, гнезда коробочки о 5—10 семенах. Семена в очертании яйцевидно-округлые, плоские, слабо двояковыпуклые, длиной около 1 мм, по краю слегка лучисто-морщинистые.
Цветёт в мае — августе.

## Таксономия
Вид Вероника телефиелистная входит в род Вероника (Veronica) семейства Подорожниковые (Plantaginaceae) порядка Ясноткоцветные (Lamiales).
|  |                                      |  |                                                             |                                                             |                          |  | ещё 21 семейство (согласно Системе APG II) | ещё 21 семейство (согласно Системе APG II) |                             |  |  |  | ещё от 300 до 500 видов |
|  |                                      |  |                                                             |                                                             |                          |  | ещё 21 семейство (согласно Системе APG II) | ещё 21 семейство (согласно Системе APG II) |                             |  |  |  | ещё от 300 до 500 видов |
|  |                                      |  |                                                             | порядок Ясноткоцветные                                      |                          |  |                                            |                                            | род Вероника                |  |  |  |                         |
|  |                                      |  |                                                             | порядок Ясноткоцветные                                      |                          |  |                                            |                                            | род Вероника                |  |  |  |                         |
|  | отдел Цветковые, или Покрытосеменные |  |                                                             |                                                             | семейство Подорожниковые |  |                                            |                                            | вид Вероника телефиелистная |  |  |  |                         |
|  | отдел Цветковые, или Покрытосеменные |  |                                                             |                                                             | семейство Подорожниковые |  |                                            |                                            |                             |  |  |  |                         |
|  |                                      |  | ещё 44 порядка цветковых растений (согласно Системе APG II) | ещё 44 порядка цветковых растений (согласно Системе APG II) |                          |  |                                            | ещё 90 родов                               | ещё 90 родов                |  |  |  |                         |
|  |                                      |  |                                                             | ещё 44 порядка цветковых растений (согласно Системе APG II) |                          |  |                                            |                                            | ещё 90 родов                |  |  |  |                         |